# Équateur
Équateur là một trong 11 đơn vị hành chính cấp tỉnh của Cộng hòa Dân chủ Congo. Nó nằm ở phía bắc của quốc gia này, giáp ranh với Cộng hòa Congo ở phía tây, Cộng hòa Trung Phi ở phía bắc, và tỉnh Orientale ở phía đông, và phía nam với Kasai-Oriental, Kasai-Occidental, và Bandundu. 
Tên gọi "Équateur" trong tiếng Pháp có nghĩa là Xích đạo, đường này nằm cách phía nam của thủ phủ tỉnh này là Mbandaka hơn 4 kilômét (2,5 mi).